# 何悦
何悦（1959年—），汉族，中华人民共和国政治人物、第十一届全国政协委员。
加入中国致公党，担任致公党天津市委副主委、天津大学社会科学与外国语学院法学系教授。2008年，当选第十一届全国政协委员，代表中华全国妇女联合会，分入第十九组。并担任社会和法制委员会专委。